# Zgorigrad
Zgorigrad (bułg. Згориград) – wieś w Bułgarii, w obwodzie Wraca, w gminie Wraca. W 2024 roku liczyła 1606 mieszkańców.